# Perognathinae
A Perognathinae az emlősök (Mammalia) osztályának, a rágcsálók (Rodentia) rendjébe, ezen belül a tasakosegér-félék (Heteromyidae) családjába tartozó alcsalád.

## Rendszerezés
Az alcsaládba 2 nem és 26 faj tartozik:
- Chaetodipus Merriam, 1889 – 17 faj, tüskés taskosegerek
- Perognathus Wied-Neuwied, 1839 – 9 faj, sivatagi taskosegerek